# Shadow Generations
Shadow Generations (シャドウ ジェネレーションズ?, Shadō Jenerēshonzu) è un videogioco a piattaforme del 2024 sviluppato dal Sonic Team e pubblicato da Sega per le console Nintendo Switch, PlayStation 5, PlayStation 4, Xbox One, Xbox Series X/S e Microsoft Windows nel 25 ottobre dello stesso anno e per la console Nintendo Switch 2 nel 5 giugno 2025, assieme all'edizione rimasterizzata del videogioco originale Sonic Generations (2011) con il titolo Sonic X Shadow Generations (ソニック × シャドウ ジェネレーションズ?, Sonikku X Shadō Jenerēshonzu). La nuova storia del gioco è incentrata su Shadow the Hedgehog, impegnato a contrastare l'inaspettato ritorno del suo vecchio arcinemico Black Doom (già antagonista principale nell'omonimo videogioco del 2005).

## Trama

### Un oscuro inizio(miniserie anime)
Assalito e tormentato dai tenebrosi ricordi e presagi, Shadow intende dirigersi sulla colonia spaziale ARK e per farlo irrompe in una base di lancio della G.U.N. con l'aiuto del Team Dark (Rouge e Omega), alla quale mantiene malinconicamente la promessa della cacciatrice di tesori in cambio di partecipare alla festa di compleanno del suo rivale-amico, Sonic. Shadow viene ostacolato dai militari prima e dopo la partenza con lo Space Shuttle, ma proprio durante il decollo, interviene il comandante Abraham Tower, che ordina al suo stesso esercito di cessare l'attacco. Durante una conversazione con la bella Rouge, il Comandante conferma assalito dai ricordi che solo Maria Robotnik sarebbe in grado di parlare seriamente con il riccio nero. All'interno dell'ARK, si vide una minacciosa figura con tre occhi rossi illuminanti che si risveglia improvvisamente dietro nell'ombra in attesa dell'arrivo di Shadow sullo shuttle.

### Shadow Generations
(Maria Robotnik a Shadow, prima di svanire insieme con suo nonno Gerald)
Shadow è sulla colonia spaziale ARK per indagare quando viene contattato da Rouge che gli ricorda di dover partecipare alla festa di compleanno di Sonic intanto iniziata; di lì a poco scopre il finto Chaos Emerald realizzato da Tails e viene sorpreso dal Time Eater, che cattura tutti i partecipanti alla festa e manda anche Shadow nel Mondo Bianco. Il protagonista inizia quindi a esplorare le zone imbattendosi inaspettatamente più volte nel suo vecchio nemico Black Doom, che lo aveva affrontato e sconfitto tempo prima e inizia ad acquisire nuovi poteri oscuri che non aveva mai provato prima d'ora.
Nell'anomalia temporale, Shadow incontra Omega, Big, Orbot e Cubot e si scontra anche con i vecchi nemici e avversari già abbattuti nei tempi passati (il Biolizard, il Metal Overlord e Mephiles the Dark), ma soprattutto rivede con sorpresa Maria e il professor Gerald Robotnik, dopo aver salvato la ragazza indifesa dalle tre creature nere delle Black Arms che lo volevano uccidere, il quale specifica di aver creato Shadow con il grande miracolo del Chaos Control (parte del DNA di Black Doom) affinché fosse il soldato perfetto e un distruttore, nonostante lo scienziato volesse disperatamente guarire la sua povera nipote dalla sindrome di immunodeficienza neurologica in un drammatico passato; Shadow sta quindi acquisendo i nuovi poteri oscuri come previsto proprio per diventare un servitore del malvagio conquistatore alieno oppure lo userà come un nuovo corpo sfruttando l'anomalia temporale, divenendo così l'unica forma di vita suprema. Il riccio nero ce l'ha però a morte con il suo odiato nemico Black Doom e giura furiosamente di distruggerlo una volta per tutte. Tuttavia, la dolce Maria lo tranquillizza dicendogli che vederlo pieno di odio e di rabbia gli fa spezzare il cuore e infine gli spiega di averlo chiamato "Shadow" perché "l'ombra mostra sempre dov'è la luce" e vuole che rimanga felice per l'eternità ("rimanere nella luce").
Lungo il percorso, Shadow si imbatte in Sonic (ciò avviene prima nel secondo boss rivale in Sonic Generations, dove il riccio blu combatte appunto contro Shadow), il quale lo sconfigge, poiché il riccio nero si trattiene dall'usare i suoi nuovi poteri per poterlo battere in modo leale e ad armi pari perché altrimenti avrebbe rischiato di ucciderlo, e così il suo rivale-amico ottiene lo smeraldo giallo, ignorando di aver preso quello finto. Rouge accetta l'intento di Shadow di scambiarlo con quello vero dopo aver compiuto la sua missione per sconfiggere il leader delle Black Arms, così Sonic potrà usarlo per fermare il Time Eater e salvare il resto dei suoi amici. Alla fine il riccio nero ottiene tutti i poteri e vola fino alla Black Moon, dove attraversa una versione oscura di Radical Highway e ingaggia un epico scontro finale con Black Doom (ritrasformatosi prima in Devil Doom, e successivamente nella sua nuova forma evolutiva ancora più forte e potente di quella precedente, nota come Neo Devil Doom), riuscendo a ucciderlo definitivamente.
A causa della sconfitta definitiva di Black Doom e della sua influenza, la Black Moon viene quindi completamente distrutta, Shadow perde i poteri e nota il rimarginarsi dell'anomalia temporale, che sta riportando Maria e Gerald alla loro linea temporale; nonostante l'intenzione disperata del protagonista di salvarli dal loro terribile destino, è costretto a dirgli addio dalla stessa ragazza perché non vuole che lei e suo nonno rimangano congelati per sempre nel tempo in quel momento e infine gli promette dolcemente di rimanere per sempre nel suo cuore. Mentre Shadow si allontana, sorpassa Rouge e una lacrima di dolore del riccio nero vola sulla sua guancia mentre le pattina accanto. Finalmente, Shadow potrà riconciliarsi insieme a Sonic e i suoi amici fino alla grande battaglia finale contro il Time Eater, guidato dal Dr. Eggman e dalla sua versione classica.

## Modalità di gioco
A livello di gameplay, Shadow Generations è un mix tra Sonic Generations e Sonic Frontiers, dove il protagonista giocabile Shadow ha mosse tratte da Sonic the Hedgehog (2006) e un hub di selezione dei livelli in stile open-zone. Nei livelli, Shadow (che ha inoltre una skin alternativa chiamata "Terios") può riempire la barra del turbo solo raccogliendo anelli, mentre quando sconfigge i nemici riempie l'indicatore Chaos che, una volta colmo, permette di usare il Chaos Control per cinque secondi, fermando il tempo. Nel corso della trama, Shadow ottiene i "Poteri di Doom", che gli permettono di sbloccare nuove abilità. I poteri sono (in ordine di sblocco):
- Lance Doom (Doom Spears): tenendo premuto il tasto "triangolo"/Y/X[2] e rilasciandolo è possibile lanciare fino a cinque colpi energetici per attivare determinati interruttori e stordire i nemici che si difendono per attaccarli senza subire danni.
- Colpo Doom (Doom Blast): quando si trova di fronte a un nemico dei Black Arms, può utilizzare questo potere per sollevare il nemico in aria con il tasto "quadrato"/X/Y[2] e lanciandolo nella direzione desiderata per raggiungere aree elevate.
- Doom Surf: avvicinandosi a una distesa d'acqua, Shadow cavalca la superficie generando automaticamente una creatura simile a una manta e eseguendo attacchi avvitati per distruggere oggetti e nemici usando i tasti L1/R1, LB/RB o L/R[2] e può anche saltare.
- Mutazione Doom (Doom Morph): potere che permette a Shadow di trasformarsi in un "calamaro" nero per attraversare la melma viola nel mondo bianco e i livelli; può saltare liberamente e tenendo premuto "quadrato"/X/Y[2] può aggrapparsi a sfere mutevoli generando una "liana" e dondolarsi finché non arriva a fine corsa; lasciando il pulsante prima di terminare l'effetto è possibile fiondarsi nella direzione opposta a quella tracciata.
- Ali Doom (Doom Wing): consentono a Shadow di volare temporaneamente. Per attivare questa abilità, è necessario avere almeno 50 ring, e una volta attivata, Shadow può planare attraverso l'aria mentre i ring diminuiscono progressivamente. Questo potere funziona in modo simile a quello di Super Sonic, poiché i ring si riducono a ogni secondo e non si può interrompere manualmente. Per attivare le ali, basta premere contemporaneamente L1/LB/L e R1/RB/R;[2] utilizzando il tasto del turbo, Shadow può planare con agilità.

### Livelli
Il gioco si divide in sei livelli. Ognuno di essi è suddiviso in due atti, dove il primo è completamente in 3D e il secondo completamente in 2.5D (ad eccezione di Radical Highway dove entrambi gli atti sono in 3D). Ogni zona ha quattro Portali Sfida, due per ogni atto. Una volta completato ciascuno di essi, si attiva una campana e Shadow dovrà cercare di raccogliere una nota musicale prima dello scadere del tempo, che gli permette di sbloccare nuovi collezionabili.
Inoltre, in ogni livello e sfida, Shadow dovrà raccogliere tre gettoni, da usare per aprire i forzieri sparsi nell'hub principale al fine di sbloccare altri collezionabili. I gettoni sono suddivisi in tre colori distinti: azzurro per sbloccare le immagini, arancione per i brani musicali e verde per i documenti.
- Space Colony ARK (Sonic Adventure 2, 2001): La prima area del gioco è situata in una gigantesca stazione spaziale inizialmente progettata come centro di ricerca dallo scienziato Gerald Robotnik. L'ARK venne creata con l'obiettivo di condurre ricerche scientifiche avanzate, in particolare sul "Progetto Shadow", che mirava a sviluppare l'essere supremo al fine di assicurare un futuro prospero e pacifico per l'umanità, con conseguenze drammatiche.
- Rail Canyon (Sonic Heroes, 2003): La seconda area è ambientata in un canyon arido al tramonto, dove il dottor Eggman ci ha costruito una stazione ferroviaria. Qui il giocatore dovrà confrontarsi in lunghi e numerosi binari e stare attento ai treni in corsa.
- Kingdom Valley (Sonic the Hedgehog, 2006): La terza area si trova in una valle antica nei pressi di Soleanna. Il giocatore dovrà cimentarsi in castelli abbandonati, percorrere dei fiumi tramite il potere del Doom Surf e farsi trasportare dalle aquile.
- Sunset Heights (Sonic Forces, 2017): La quarta area è ambientata in una piccola cittadina al calar del sole messa a soqquadro da un esercito di Death Egg Robot. Il giocatore dovrà fare attenzione ai robot giganti che sparano laser ed esplorare i condotti sotterranei.
- Chaos Island (Sonic Frontiers, 2022): La quinta area è situata in una delle isole abbandonate delle Starfall Islands e prende il nome dal dio greco Chaos. L'isola è composta da rocce sedimentarie grigie e sono presenti numerosi ghiacciai e fiumi di lava a causa dell'attività vulcanica, ma in particolare una vasta quantità di melma viola, ed è qua che Shadow dovrà sfruttare a pieno il potere della Mutazione Doom.
- Radical Highway (Sonic Adventure 2, 2001): A differenza delle zone precedenti, a quest'area si può accedere solo entrando nella Black Moon, quando si ha acquisito tutti i Poteri di Doom. Questa è la zona più difficile del gioco e non è consentito l'uso del Chaos Control. Shadow si trova in una realtà distorta dove dovrà cimentarsi in grattacieli che cambiano forma e strade rotanti. Proprio qui si decide lo scontro finale con Black Doom.

Poiché Sunset Heights e Chaos Island provengono da giochi usciti dopo il Sonic Generations originale, in un dialogo con Gerald nel Mondo Bianco, Shadow ammette di non conoscere questi posti e il professore afferma che in tale luogo il tempo ha poca importanza ed è normale vedere il proprio futuro come se fosse il passato. Nonostante ciò, in Sonic Forces, Shadow tecnicamente non ha mai affrontato il livello Sunset Heights, bensì una sua versione alternativa nota come Territorio nemico (Enemy Territory, inclusa nel DLC Episodio Shadow, tramite il quale è possibile percorrere Sunset Heights usando Shadow nella storia principale). Inoltre, in Sonic Frontiers, Shadow non fa nessuna apparizione.
- Tokyo (Sonic 3 - Il film, 2024): livello DLC disponibile dal 13 dicembre 2024, solo se si ha acquistato la Digital Deluxe Edition del gioco. Shadow (doppiato in originale dall'attore canadese Keanu Reeves tranne in giapponese, dove crede che tale posto sia opera del potere di Black Doom) attraversa un anello portale, assume l'aspetto che ha nel lungometraggio e si ritrova in questa fedele ricostruzione della capitale nipponica. Formato da un unico atto, il riccio dovrà sfuggire ai militari G.U.N. attraversando il quartiere Shibuya e la metropolitana cittadina, per poi arrampicarsi fino alla Tokyo Skytree. I collezionabili qui saranno delle figurine che una volta collezionate tutte serviranno a sbloccare dei poster.

### Boss
- Biolizard (Cannon's Core - Sonic Adventure 2, 2001)
- Metal Overlord (Final Fortress - Sonic Heroes, 2003)
- Mephiles (Dusty Desert - Sonic the Hedgehog, 2006)
- Devil Doom / Neo Devil Doom (Radical Highway - Shadow the Hedgehog / Shadow Generations, 2005 / 2024)

## Sviluppo
Il gioco è stato annunciato pochi giorni prima dello State of Play tenutosi il 31 gennaio 2024, quando è stato pubblicato il trailer e fa parte del cosiddetto Senza paura: l'anno di Shadow (Fearless: Year of Shadow), una campagna di marketing aziendale pensata per celebrare il trentesimo anniversario dei videogiochi Sonic the Hedgehog 3 e Sonic & Knuckles e il terzo film live-action. Al gioco hanno lavorato Katsuyuki Shigihara (uno dei designer di Sonic Generations) come regista e altri che avevano lavorato ai titoli precedenti. Takashi Iizuka ha affermato che in Generations il Sonic Team aveva scelto di rivisitare livelli dai giochi precedenti per ricapitolare la storia di Shadow, optando per quelli che ritenevano più interessanti e popolari tra i fan e interagendo inoltre con il gameplay a mondo aperto di Frontiers per aggiungere qualcosa di nuovo.
La sceneggiatura è stata scritta da Ian Flynn sotto la supervisione di Eitaro Toyoda, che l'ha tradotta in giapponese con pochissime differenze, per la prima volta dal videogioco Sonic e il Cavaliere Nero.

### Colonna sonora
Jun Senoue, che aveva diretto il montaggio sonoro di Sonic Generations, copre il medesimo incarico. Con lui hanno lavorato i Crush 40 e altri sotto contratto con Sega tra cui Kenichi Tokoi, Yuzuru Jinma e Hiroshi Kawaguchi, oltre a dipendenti esterni come TeddyLoid, TORIENA, Audissi Studios, Circuit Freq, The Qemists e RichaadEB.
Il 25 dicembre 2024 è stato pubblicato l'album del gioco, Perfect | Reflections - Sonic X Shadow Generations Original Soundtrack. In esso c'è anche Without You, singolo cantato da Casey Lee Williams e incluso nel prologo animato Un oscuro inizio.

## Doppiaggio
Il doppiaggio italiano usa il copione originale di Flynn, localizzato da Jinglebell Communication. Al cast si aggiungono anche i doppiatori originali e italiani di Maria, Gerald e gli antagonisti (tra cui Black Doom, Mephiles the Dark e il Metal Overlord).
| Personaggio                            | Doppiatore originale | Doppiatore statunitense | Doppiatore italiano          |
| -------------------------------------- | -------------------- | ----------------------- | ---------------------------- |
| Shadow the Hedgehog                    | Kōji Yusa            | Kirk Thornton           | Claudio Moneta               |
| Black Doom                             | Ryūzaburō Ōtomo      | Ben Diskin              | Francesco Saverio De Angelis |
| Maria Robotnik                         | Yuri Shiratori       | Stephanie Sheh          | Giulia Maniglio              |
| Prof. Gerald Robotnik                  | Kotaro Nakamura      | Mike Pollock            | Aldo Stella                  |
| Rouge the Bat                          | Rumi Ochiai          | Karen Strassman         | Ilaria Silvestri             |
| E-123 Omega                            | Taiten Kusunoki      | Roger Craig Smith       | Marco Pagani                 |
| Big the Cat                            | Takashi Nagasako     | Kyle Hebert             | Andrea De Nisco              |
| Sonic the Hedgehog                     | Jun'ichi Kanemaru    | Roger Craig Smith       | Renato Novara                |
| Orbot                                  | Mitsuo Iwata         | Kirk Thornton           | Massimo Di Benedetto         |
| Cubot                                  | Wataru Takagi        | Wally Wingert           | Luca Sandri                  |
| Mephiles the Dark                      | Takayuki Sakazume    | Robbie Daymond          | Marcello Moronesi            |
| Metal Overlord                         | Jun'ichi Kanemaru    | Ray Chase               | Luca Airaghi                 |
| Narratore                              | Jun'ichi Suwabe      | Wally Wingert           | Luca Sandri                  |
| Shadow the Hedgehog (ver. live-action) | Toshiyuki Morikawa   | Keanu Reeves            | Claudio Moneta               |

## Promozione
L'8 giugno 2024 è stato pubblicato un secondo trailer nel quale è stato specificato che il gioco sarebbe uscito il 25 ottobre dello stesso anno. Il 16 luglio è stato pubblicato un trailer che raffronta tre livelli presenti, specificando la loro provenienza e come sono ridisegnati. La scelta di distribuire il gioco assieme alla remaster di Sonic Generations è stata paragonata a quella di Bowser's Fury da videogameschronicle.

## Altri media

### Manga
Shikkoku no harinezumi: Shadō za Hejjihoggu (漆黒のハリネズミ：シャドウ・ザ・ヘッジホッグ? lett. "Il riccio nero corvino: Shadow the Hedgehog") è un manga in sette capitoli realizzato da Yuki Imada e pubblicato esclusivamente in Giappone dalla CoroCoro Comic e usciti dal 13 settembre 2024 al 15 marzo 2025, basato sulla vita di Shadow sulla Colonia Spaziale ARK all'epoca della sua creazione. Il suo obiettivo è promuovere il gioco e introdurre una nuova generazione di fan nipponici alla serie.
Sonic X Shadow Generations X Chao è un manga ufficiale senza dialoghi con due protagonisti Chao, uno con l'aspetto di Sonic e l'altro con l'aspetto di Shadow; i due si ritrovano costretti a salvare i loro amici Chao mentre i due ricci compiono le loro missioni.

### Anime
Sonic X Shadow Generations: Un oscuro inizio (ソニック × シャドウ ジェネレーションズ：闇の序章?, Sonikku X Shadō Jenerēshonzu Yami no Joshou) è una webserie anime che funge da prequel alla storia del videogioco composta da tre episodi di breve durata con intento promozionale usciti dal 25 settembre al 10 ottobre 2024. Doppiato in giapponese e in inglese, ha ricevuto sottotitoli ufficiali in italiano a cura di Luciana Perrucci e Simone Rivello. Nel 2025 ha vinto il Webby Award nella categoria People's Voice.

## Accoglienza
| Testata                    | Versione   | Giudizio |
| -------------------------- | ---------- | -------- |
| Metacritic (media al 2024) | PS5        | 80/100   |
| Metacritic (media al 2024) | Switch     | 82/100   |
| Metacritic (media al 2024) | XSXS       | 77/100   |
| OpenCritic (media al 2024) | collettivo | 80/100   |
| Everyeye.it (2024)         | PS5        | 8/10     |
| Multiplayer.it (2024)      | PS5        | 8.0/10   |
| Spaziogames.it (2025)      | PS5        | 7.8/10   |
| Spaziogames.it (2025)      | Switch 2   | 7/10     |

Il gioco ha avuto recensioni molto positive dalla critica, "generalmente favorevoli" su Metacritic e raccomandato dall'84% delle recensioni sull'aggregatore OpenCritic. Secondo Everyeye.it, l'oscuro antieroe di casa SEGA si presenta all'appuntamento con gli appassionati in forma smagliante.
Ben accolto anche dai fan, il gioco è entrato nel primo round dei Game Awards per il premio People's Voice.
A livello di vendite è stato un ottimo successo commerciale, vendendo ben 1 milione di copie già al debutto, come riportato da SEGA alla stampa. Il 24 gennaio 2025 SEGA ha annunciato di aver venduto oltre 2 milioni di copie in tutto il mondo.